# Жан I де Роган
Жан I де Роган (фр. Jean Ier de Rohan), (1324—1396) — виконт де Роган с 1324 года.

## Происхождение
Жан I де Роган родился в 1324 году. Его родителями были 10-й виконт де Роган Ален VII и Жанна де Ростренан. По отцовской линии был внуком 9-го виконта де Рогана Оливье II и Алисы де Рошфор. По материнской линии приходился внуком Пьеру V Ростренану и Анне дю Пон.

## Браки и дети
В 1349 году Жан женился на Жанне де Леон, дочери Эрве VII де Леона, сеньора Нойон-сюр-Андель, и Маргариты д'Авогур. У супругов появилось пятеро детей:
- Ален (ум. 1429) — 12-й виконт де Роган; женат на Беатрисе Клиссон, дочери коннетабля Франции Оливье де Клиссона, имел одного сына.
- Эдуард (ум. после 1407) — виконт де Леон; женат на Маргарите де Шатобриан,[2] имел двух дочерей[3].
- Маргарита (ум. 1441) — замужем за Жаном III Ботерелем, сеньором Кентена; детей не имели.
- Жанна (ум. после 1407) — дама Нойона; замужем за Робертом Алансонским, графом дю Перш, позднее — за Пьером II д'Амбуаз, виконтом Туара, имела двоих сыновей, умерших в раннем возрасте.
- Ги

Вместе они прожили 23 года до самой смерти Жанны в 1372 году.
В 1377 году спустя пять лет (по другим данным, в октябре 1373), Жан де Роган снова женился. Его избранницей стала Жанна Наваррская, дочь короля Наварры из дома Эврё Филиппа III и королевы Жанны. 
У супругов родился один сын — Шарль, ставший основателем ветви Роган-Гемене, единственной линии Роганов, чьи представители здравствуют до сих пор.
Кроме того, у Жана I было трое внебрачных детей: Жан, Генрих и Жанна, сведений о жизни которых не сохранилось.

## Внешние ссылки
- Генеалогия дома Роганов (англ.). genealogy.euweb. Дата обращения: 5 марта 2010. Архивировано 19 апреля 2012 года.
- Генеалогия потомков Жана I де Рогана (англ.). genealogy.euweb. Дата обращения: 5 марта 2010. Архивировано 19 апреля 2012 года.